# Guthrie Center (Iowa)
Guthrie Center es una ciudad ubicada en el condado de Guthrie en el estado estadounidense de Iowa. En el Censo de 2010 tenía una población de 1569 habitantes y una densidad poblacional de 245,26 personas por km².

## Geografía
Guthrie Center se encuentra ubicada en las coordenadas 41°40′41″N 94°29′56″O / 41.67806, -94.49889. Según la Oficina del Censo de los Estados Unidos, Guthrie Center tiene una superficie total de 6.4 km², de la cual 6.4 km² corresponden a tierra firme y (0%) 0 km² es agua.

## Demografía
Según el censo de 2010, había 1569 personas residiendo en Guthrie Center. La densidad de población era de 245,26 hab./km². De los 1569 habitantes, Guthrie Center estaba compuesto por el 96.05% blancos, el 0.13% eran afroamericanos, el 0.38% eran amerindios, el 0.19% eran asiáticos, el 0.13% eran isleños del Pacífico, el 2.23% eran de otras razas y el 0.89% pertenecían a dos o más razas. Del total de la población el 3.57% eran hispanos o latinos de cualquier raza.